# Ciclón Ramirez
Ciclón Ramirez (Acapulco, México; 28 de julio de 1961 – Ciudad de México; 4 de marzo de 2025) fue un luchador profesional mexicano también conocido como Ovni, Pegaso I, Mr. Ramírez y Tiburón.

## Carrera
Celso Reyes Daza comenzó su carrera profesional de lucha libre en 1982 trabajando inicialmente bajo el nombre Ovni, pero pronto cambió su nombre a Pegaso I, un personaje enmascarado basado en el mítico Pegasus. Inicialmente se asoció con Pegaso II, pero el equipo Pegaso no duró mucho ya que Reyes decidió batallar por su cuenta como luchador individual. El 17 de marzo de 1985 Pegaso I derrotó a El Módulo para ganar el Campeonato Nacional de Peso Ligero Mexicano, su primer campeonato de lucha libre profesional. Pegaso I ocupó el título durante 118 días antes de perderlo ante El Khalifa. Reyes siguió trabajando como Pegaso I hasta 1988 donde asumió una nueva identidad enmascarada, el Ciclón Ramírez, un hermano ficticio de Huracán Ramírez, un legendario luchador mexicano. Ciclón Ramírez derrotó a Bestia Salvaje en la final de un torneo para ganar el Campeonato Nacional Mexicano de Peso Welter el 21 de mayo de 1989. Ramírez ocupó el título durante 430 días, defendiendo el título en varias ocasiones antes de perderlo ante Canelo Casas el 25 de julio de 1990. Ramírez recuperó el título de peso welter de Canelo Casas el 13 de febrero de 1991.
A principios de los años 1990 Ciclón Ramírez se unió con Águila Solitaria y Pantera para formar un grupo conocido como Las Flechas del Anillo. Juntos ganaron el Campeonato Estatal de Tríos de Nuevo León y el Campeonato Estatal de Tríos de Veracruz antes de ganar el Campeonato de Distrito Federal de Tríos de Los Tarascos en 1991. Las Saetas perdieron más tarde el título de los Tríos Federales ante Los Metálicos (Oro, Plata y Bronce). Ciclón Ramírez gana el Título Nacional de Peso Wélter México, el cual tuvo por 508 días, terminando el 5 de julio de 1992 cuando perdió el título ante El Felino. En agosto de 1992 Ramírez ganó un torneo por el título vacante mexicano de peso welter después de que El Felino lo tuvo que dejar vacante. En la final Ciclón Ramírez derrotó al Fantasma de la Quebrada para ganar por tercera ocasión el título de peso wélter. Su tercer reinado como campeón de peso welter duró sólo 45 días antes de que lo perdiera ante el Fantasma de la Quebrada. Después de perder el título nacional mexicano Ciclón Ramírez inició un feudo con El Felino, inicialmente sobre el Campeonato Mundial de Peso Crucero de la CMLL que El Felino ostentó y Ciclón Ramírez ganó, pero lo superó cuando ambos se encontraron en una lucha de Apuestas donde El Felino desenmascaró a Ciclón Ramírez. El feudo culminó cuando El Felino finalmente recuperó el título el 30 de marzo de 1994.
Tras la culminación de la rivalidad con El Felino, Ramírez salió del Consejo Mundial de Lucha Libre (CMLL) y comenzó a trabajar en el circuito independiente mexicano. Comenzó a hacer equipo con dos primos de "historia", el Nuevo Huracán Ramírez Jr. (Nuevo Huracán Ramírez Jr.) y El Hijo del Huracán Ramírez (hijo de Huracán Ramírez) para ganar una vez más el título de Tercias Federales de Distrito. El trío ocupó el título hasta octubre de 1995 donde perdieron ante Los Destructores (Rocco Valente, Tony Arce y Vulcano). Después de la derrota, Reyes trabajó brevemente como "Mr. Ramírez" y más tarde como Tiburón en Promo Azteca entre 1996 y 1997. A finales de la década de los años 1990 Reyes regresó a usar el nombre de Ciclón Ramírez, trabajando para la International Wrestling Revolution Group (IWRG), donde derrotó al Dr. Cerebro el 29 de junio de 2000 para ganar el IWRG Intercontinental Welterweight Championship. Ramírez portó el título por 45 días antes de que el Dr. Cerebro recuperara el título. Después Reyes ayudó a entrenar y promocionar a su hijo, que lucha con el nombre "Ciclón Ramírez Jr", mientras seguía trabajando en el circuito independiente mexicano.

## Muerte
Ramírez murió el 4 de marzo de 2025 en Ciudad de México a causa de un ataque cardíaco a los 63 años.

## Logros
- Consejo Mundial de Lucha Libre
  - Campeonato Mundial de Peso Welter del CMLL (1)[8]
  - Campeonato Nacional de Peso Ligero (1) – como Pegaso I[3]
  - Campeonato Nacional de Peso Welter (3)[6]
- Comisión de Box y Lucha Distrito Federal
  - Campeonato de Peso Welter del Distrito Federal (1)[11]
  - Campeonato de Tríos del Distrito Federal (2) – con Hijo de Huracán Ramírez y Huracán Ramírez Jr., con Águila Solitaria y El Pantera[5]
- International Wrestling Revolution Group
  - Campeonato Intercontinental de Peso Welter de IWRG (1)[9]
- Mexican Regional Championships
  - Campeonato de Parejas de la Arena Santa Maria Aztahuacán (1 time) – with SWAT
  - Campeonato Peso Medio de Naucalpan
  - Campeonato de Tríos de Nuevo León (1) – con Águila Solitaria y El Pantera
  - Campeonato Welter Occidental (1) – como Pegaso I
  - Campeonato de Tríos de Veracruz (1) – with Águila Solitaria y El Pantera
- Lucha Libre Total
  - LLT Championship (1)

## Récord en Luchas de Apuestas
| Ganador (apuesta)               | Perdedor (apuesta)           | Sede                        | Evento         | Fecha               | Notas                           |
| ------------------------------- | ---------------------------- | --------------------------- | -------------- | ------------------- | ------------------------------- |
| Ciclón Ramírez (máscara)        | Dalia Negra (máscara)        | N/A                         | Evento en vivo | 21 de marzo de 1992 |                                 |
| Ciclón Ramírez (máscara)        | Rey Lobo (máscara)           | Celaya, Guanajuato          | Evento en vivo | 26 de mayo de 1993  | La lucha incluyó a Platino.     |
| El Felino (máscara)             | Ciclón Ramírez (máscara)     | Ciudad de México            | Evento en vivo | 9 de julio de 1993  | [ 7 ]                           |
| Javier Cruz (cabellera)         | Ciclón Ramírez (cabellera)   | Ciudad de México            | Evento en vivo | 10 de junio de 1994 |                                 |
| Chicago Express (cabellera)     | Ciclón Ramírez (cabellera)   | Ciudad de México            | Evento en vivo | 13 de junio de 1995 |                                 |
| Karloff Lagarde Jr. (cabellera) | Ciclón Ramírez (cabellera)   | Ciudad de México            | Evento en vivo | 17 de marzo de 1996 |                                 |
| Ciclón Ramírez (cabellera)      | Bombero Infernal (cabellera) | Naucalpan, Estado de México | Evento en vivo | 15 de junio de 2000 | La lucha incluyó a Dr. Cerebro. |
| Ciclón Ramírez (cabellera)      | El Mohicano I (cabellera)    | Tlaxcala, Tlaxcala          | Evento en vivo | 17 de julio de 2005 |                                 |